# Васильев, Олег Владимирович
Оле́г Влади́мирович Васи́льев (4 ноября 1931, Москва — 26 января 2013 или 25 января 2013, Сент-Пол) — российский художник. С 1990 года жил и работал в США.

## Биография
Олег Васильев был одним из самых уважаемых российских художников-нонконформистов своего поколения. Родился 4 ноября 1931 года в Москве. Он учился в Московской средней художественной школе с 1947 по 1952 год и с 1952 по 1958 год учился в Московском государственном художественном институте им. В. И. Сурикова (графическое отделение). В 1967 году принят в Союз художников СССР. С 1960-х годов более тридцати лет занимался оформлением детских книг в содружестве с Эриком Булатовым для издательств «Детгиз» и «Малыш». Оставшуюся часть года[какого?] он посвящал созданию нонконформистских работ[каких?]. В 1990 году эмигрировал в Нью-Йорк. После этого он переехал в Сент-Пол, штат Миннесота, где жил и работал до своей смерти 25 января 2013 года.
Васильев был обладателем многочисленных художественных наград и грантов, в том числе от Фонда Поллока-Краснера (1994 и 2002). В 1999 году он стал первым лауреатом «Премии Свободы», присуждаемой совместно Министерством культуры РФ и Американским университетом в Москве.

## Работы находятся в собраниях
- Художественный музей, Мурманск, Россия
- Музей АРТ4, Москва, Россия
- Денверский художественный музей, Денвер, Колорадо, США
- Кунстмузеум Берна, Берн, Швейцария
- Художественный музей Мид при Амхерстском колледже, Амхерст, Массачусетс, США
- Музей искусств Нэшер при Университете Дьюка, Дарем, Северная Каролина, США
- Новый музей (Санкт-Петербург), Россия
- Стаатлические Кунстсаммунены, Дрезден, Германия
- Коллекция Колодзей, Хайленд Парк, Нью-Джерси, США
- Коллекция Людвига, Ахен, Германия
- Коллекция Эндрю Соломона, Нью-Йорк, США.
- Коллекция Нины и Клода Груен, Вашингтон, США.
- Метрополитен-музей, Нью-Йорк, США (Иллюстрации к детским книгам)
- Музей Джейн Вурхис Зиммерли, коллекция Нортона и Нэнси Додж, Рутгерский университет, кампус Нью-Брансуик, Нью-Джерси, США.[4]
- Государственный музей изобразительных искусств имени А. С. Пушкина, Москва, Россия
- Эрмитаж, Санкт-Петербург, Россия
- Государственный Русский музей, Санкт-Петербург, Россия
- Третьяковская галерея, Москва, Россия
- Московский музей современного искусства, Москва, Россия
- Государственный центр современного искусства, Москва
- Художественный музей Университета Кентукки, Лексингтон, Кентукки, США
- Ван Аббемузеум, Эйндховен, Нидерланды (иллюстрации к детским книгам)
- Художественный музей Циммерли, Рутгерский университет, Нью-Брансуик, Нью-Джерси, США (Коллекция нонконформистского русского искусства Нортона и Нэнси Додж)

## Персональные выставки
- 1968 — Олег Васильев. Кафе «Синяя птица», Москва, Россия
- 1991 — Олег Васильев. Галерея Фернандо Дурана, Мадрид, Испания, декабрь 1991 — январь 1992 г.г.
- 1993 — Олег Васильев: Последние работы. Галерея Филлис Кинд, Нью-Йорк, США, 6 ноября — 30 ноября 1993 г.
- 1995 — Концептуальные постеры Олега Васильева. Художественный музей Университета Кентукки, Лексингтон, Кентукки, США, 2 апреля — 4 июня 1995 г.
- 1995 — Олег Васильев: Окна памяти. Галерея искусств Слоана, Денвер, Колорадо, США, 12 октября — 4 ноября 1995 г.
- 1996 — Олег Васильев: Litografier til Anton Tsjekhovs Novelle 'Huset med Arken' (Литографии к рассказу Антона Чехова «Дом с мансардой») Галерея Кассандры, Дробак, Норвегия, 2 марта — 23 марта 1996 г.
- 1997 — Олег Васильев. Галерея «Феникс», Москва, Россия.
- 1999 — Олег Васильев: На чёрной бумаге, 1994—1997. Галерея изобразительных искусств Университета Уэйк Форест, Уинстон-Салем, Северная Каролина, США, 8 октября — 14 ноября 1999 г. Художественная галерея университета Денисона, Грэнвилл, Огайо, США, 25 февраля — 7 апреля 2000 г.
- 1999 — Олег Васильев: Работы 1987—1999. Blomqvist Kunsthandel, Осло, Норвегия, 30 октября — 14 ноября 1999 г.
- 2000 — Олег Васильев: Последние работы. Галерея Энди Жлиена, Цюрих, Швейцария, 18 ноября — 23 декабря 2000 г.
- 2000 — Олег Васильев: Прошлое не умерло, оно даже не прошло. Университетская художественная галерея, Университет Массачусетского Дартмута, Северный Дартмут, Массачусетс, США, 6 ноября — 9 декабря 2000 г.
- 2004 — Олег Васильев: Память говорит (Темы и вариации). Государственная Третьяковская галерея, Москва, Россия, 30 сентября — 31 октября 2004 г. Государственный Русский музей, Мраморный дворец, Санкт-Петербург, Россия, 27 января — 23 февраля 2005 г.
- 2007 — Олег Васильев: Рисунки. Галерея Форум, Нью-Йорк, Нью-Йорк, США, 28 февраля — 31 марта 2007 г.
- 2008 — Олег Васильев: Последние работы. Фаджонато Файн Артс, Лондон, Великобритания, 26 ноября 2008 — 23 января 2009 г.г.
- 2011 — Искусство Олега Васильева. Музей русского искусства, Миннеаполис, Миннесота, США, 13 августа 2011 — 5 февраля 2012 гг.
- 2013 — Олег Васильев: Картины 1967—2012. Фаджонато Файн Артс, Лондон, Великобритания, 25 ноября — 21 декабря 2013 г.
- 2014 — Олег Васильев: Пространство и свет. Художественный музей Циммерли при Рутгерском университете штата Нью-Джерси, Нью-Брансуик, Нью-Джерси, США, 2 сентября 2014 — 18 января 2015 гг.
- 2017 — Олег Васильев: Серия «Метро» и избранные работы на бумаге из Фонда искусств Колодзеи. Институт Гарримана, Колумбийский университет, Нью-Йорк, США, 17 января — 10 марта 2017 г.

## Цитаты
«Творчество Олега Васильева напоминает дорогу, путь, где каждый шаг открывает ещё одно измерение реальности. Своей сюжетной линией оно действительно связано с темой дороги, по которой обязан пройти художник, человек, чтобы обнаружить себя самого и свои будущие возможности. Степная или лесная, шоссе или тропинка — это дорога определяет человеческую судьбу, полная неизвестности и ожиданий. Тщательно выписанная, стилистически сближенная с фотореализмом, живописная композиция Олега Васильева несет в себе традиции русской „открытой“ картины, приглашая зрителя последовать в её внутреннее пространство, войти в её топографию и продолжить свой путь в границах искусства. В этой концепции глаз человека приобретает телесность, отождествляясь с путником, и дорога оказывается способной длиться согласно возможностям нашего зрения. Она движется, открываясь нашему визуальному чувству переживания, все более и более растворяясь в наполняющем её свете или, напротив, упираясь в абсолютную темноту, в тотальность чёрного, где сосредоточены все наши потенциальные возможности — встречи, откровения, надежды, любовь и смерть. Фотореалистическая поэтика Олега Васильева — несомненно, одно из самых замечательных явлений в современной русской живописной культуре»— Виталий Пацюков, 2008

«Умер Олег Васильев, которого зачем-то считали концептуалистом. А был он одним из страннейших и интереснейших живописцев последних десятилетий. В конце 70-х я впервые увидел его полотна, они меня поразили. Это не значит, что я в них влюбился. Скорее, нет. Я почувствовал, что дунь на этот живописный слой, так сложно и трудно сделанный, на эти струпья и тусклую пыль, и он осыпется. Останется белый грунт холста. В юности это казалось пустой тратой времени. Теперь понимаю, что Васильев на редкость ответственно искал белый свет в живописи»— Никита Алексеев, 2013.

«Мгновение застыло.

Силуэт

Так траурно прекрасен в настоящем:

Смерть — на-стояние, игра „в замри“, ответ

Идущему на то, что он обрящет.»— Из посвящения картине Олега Васильева «Белые лыжники» (1990). Геннадий Кацов «Словосфера»